# Дмитрий Анучин
Дмитрий Николаевич Анучин (на руски: Дми́трий Никола́евич Ану́чин) е един от най-известните руски учени, географ, антрополог, етнограф, археолог, академик (1896). Професор в Московския университет (1884) и заместник-председател на Московското археологическо дружество.
Създава руската университетска географска школа. Пише трудове върху морфологията на Руската равнина, върху аномалиите на човешките черепи, по етнография и др. През 1902 г. въвежда термина антропосфера.

## Биография
Роден е на 8 септември (27 август – стар стил) 1843 година в Санкт Петербург, Русия, в семейството на военен, наследствен благородник. Той е най-младия от шестте деца, повечето от които умират в ранна детска възраст. През ученическите си години загубва и двамата си родители.
След като завършва гимназия през 1860 г., се записва в Историко-филологическия факултет на Санктпетербурския университет, но се разболява и се налага да замине за чужбина, откъдето се връща през 1863 г. След завръщането си се записва в Московския университет, където изучава природни науки в Катедрата по физика и математика. Завършва през 1867 г., но продължава да учи етнография, зоология и антропология. От 1875 е преподавател по география, а от есента на 1876 преподава естествена история в Институт „Катрин“.
През март 1881 г. защитава магистърска дисертация на тема за аномалиите на човешкия череп и е избран за асистент в катедрата по антропология на Московския държавен университет.
През 1880 г. Анучин започва да изучава Валдай Хилс, за да се определи една от най-високите точки на провинция Твер – планина Каменик (321 m), но специално внимание отделя и на горното течение на река Волга. За публикуването на свои научни трудове през 1886 – 1889 г. той получава званието доктор хонорис кауза по география, без да защитава дисертация.
Умира на 4 юни 1923 година в Москва на 79-годишна възраст. Погребан е във Ваганковското гробище край Москва.

## Почести
- 1879 – член-кореспондент на Парижкото антропологично дружество;
- 1880 – член на Италианското общество по антропология и география;
- 1883 – член на Американското антропологично общество във Вашингтон;
- 1896 – избран за академик в Катедрата по зоология на Имперската академия на науките в Санкт Петербург;
- 1897 – почетен член на Кралския антропологически институт в Лондон;
- 1898 – почетен член на Санктпетербургската академия на науките;
- 1900 – член на Руското минно общество;
- 1916 – почетен член на Московския университет.

## Памет
На него е наименуван остров от Курилските острови, нос на остров Северна земя и др.